# Confederação do Norte, América Central e Caribe de Futebol de Salão
A Confederação do Norte, América Central e Caribe de Futebol de Salão - Futsal, ou simplesmente CONCACFUTSAL é uma organização internacional de futebol de salão nas regras FIFUSA/AMF. Ela nasceu em 2000 e atualmente sua sede é em Willemstad em Curaçao.

## História
Fundada em 13 de outubro de 2000, na Cidade do México, é uma associação civil constituída sob as leis do México e seus membros fundadores foram a Federação Nacional de Futebol de Salão - Futsal em Antilhas Holandesas Aruba, Colômbia, EUA, Costa Rica e México; reconhecida pela Federação Internacional de Futebol de Salão (FIFUSA), atualmente sucedida pela Associação Mundial de Futsal (AMF).
Seu primeiro presidente, eleito em 2000 foi o professor Lorenzo Garcia do México, que esteve no comando da organização de 2000 a 2006. A segunda diretoria formada em 7 de outubro de 2006, na cidade de Willemstad em Curaçao, elegeu o presidente o senhor Wilfrido Coffi de Curaçao para o mandato de 2006 a 2011. Em 2011, nos dias 15 e 16 de outubro, o presidente Wilfrido Coffi foi reeleito para mais um mandato e ficará a frente da organização até 2015.
Em 2014 no Congresso Internacional da Associação Mundial de Futsal (AMF), em Assunção no Paraguai o Presidente Wilfrido Coffi divulgou que as disputas das duas vagas para a Copa do Mundo de Futebol de Salão Masculino na Bielorrússia em 2015, ocorrerão nas eliminatórias no Suriname no período de 11 a 19 de outubro de 2014.

## Países afiliados
- Aruba
- Bonaire
- Canadá
- Colômbia
- Costa Rica
- Curaçau
- El Salvador
- Estados Unidos
- México
- Porto Rico
- São Martinho
- Suriname
- Venezuela

*fonte: